# 8103 Fermi
8103 Fermi este o planetă minoră (asteroid), cu un diametru de 9,285 km, din centura de asteroizi. A fost descoperită pe 19 ianuarie 1994 la Circolo Culturale Astronomico di Farra d'Isonzo⁠(d) de Circolo Culturale Astronomico di Farra d'Isonzo⁠(d) și a fost numită după Enrico Fermi. 
Obiectul prezintă o orbită caracterizată de o semiaxă mare de 2,9732408 UAi, o excentricitate de 0,04, o înclinație de 6,87042 ° în raport cu ecliptica.